# Villeneuve-de-Rivière
Villeneuve-de-Rivière – miejscowość i gmina we Francji, w regionie Oksytania, w departamencie Górna Garonna.
Według danych na rok 1990 gminę zamieszkiwało 1341 osób, a gęstość zaludnienia wynosiła 99 osób/km² (wśród 3020 gmin regionu Midi-Pireneje Villeneuve-de-Rivière plasuje się na 261. miejscu pod względem liczby ludności, natomiast pod względem powierzchni na miejscu 853.).